# Ton Vrolijk
Ton Vrolijk (La Haya, 9 de febrero de 1958) es un deportista neerlandés que compitió en ciclismo en la modalidad de pista. Ganó una medalla de bronce en el Campeonato Mundial de Ciclismo en Pista de 1982, en la prueba de tándem.

## Medallero internacional
| Campeonato Mundial | Campeonato Mundial       | Campeonato Mundial | Campeonato Mundial |
| Año                | Lugar                    | Medalla            | Competición        |
| ------------------ | ------------------------ | ------------------ | ------------------ |
| 1982               | Leicester ( Reino Unido) | Medalla de bronce  | Tándem (A)         |